# 삼청동문
삼청동문(三淸洞門)은 서울특별시 종로구 삼청동의 마을 입구에 있는 병풍바위에 새겨진 글씨이다. 조선시대 문집 및 고지도에서도 확인되는 서울의 주요 경승지인 삼청동의 입구를 상징하는 지표이며, 중국의 설암 필법을 받아들인 한석봉 이후 우리나라 현판대자의 전형을 보여주는 뛰어난 글씨이다. 2014년 6월 26일 서울특별시의 문화재자료 제58호로 지정되었다.

## 조사보고서
북악산 동쪽 기슭의 삼청동의 지명 유래는 조선시대 도교의 삼청전(三淸殿)이 소재하였기 때문이라고도 하며, 도성의 북쪽 지구이자 경복궁의 동북지역으로 산이 맑고(山淸), 물도 맑으며(水淸) 그래서 사람의 인심 또한 맑고 좋다(人淸)하여 삼청이라 하였다고도 전해지고 있다.
이러한 삼청동은 조선 중기의 문신인 용재(傭齋) 성현(成俔)의 저서 『용재총화(傭齋叢話)』에서 한양 도성 내에서 경치가 가장 좋은 곳으로 북악의 삼청동이 제일이라 하였고, 정조는 『국도팔영(國都八詠)』에서 ‘삼청녹음(三淸綠陰)’을 넣고 있어 이곳의 산수가 매우 아름다웠음을 알 수 있다. 또한 유득공의 『경도잡지(京都雜志)』와 홍석모의 『동국세시기(東國歲時記)』를 보면 삼청동의 수석을 찾아 시인‧묵객이 모였고, 장안의 부녀자들이 정초에 삼청동 뒷산까지 올라 숙정문에서 놀다 오는 것이 연례행사의 하나로, 즉 서울 장안의 부녀자들이 해마다 정월대보름 안에 그 해의 액운을 미리 막기 위한 액막이 치레로 삼청동 깊고 그윽한 골짜기를 거쳐 숙정문까지를 세 번 오르내렸다고도 전해지고 있다.
이 삼청동의 마을 입구에 병풍처럼 큰 바위가 서있으므로 병풍바위라고 했는데 이 바위에 “삼청동문(三淸洞門)”이라는 대자 네 글자와 그 옆에는 “임술사월각(壬戌四月刻)”이 새겨져 있다. 이 글씨를 쓴 사람에 대해, 『신증동국여지승람(新增東國輿地勝覽)』과 유본예의 『한경지략(漢京識略)』에는 조선 후기의 학자 이상겸(李尙謙)의 글씨라 하고 있으며, 성해응의 『연경재전집(硏經齋全集)』이나, 오세창의 『근역서화징(槿域書畵徵)』에서는 조선 후기 명필이었던 김경문(金敬文)의 글씨라고 하는 등 여러 가지 견해가 있다.
조선시대의 각종 문집 및 고지도에서도 확인되는 서울의 주요 경승지인 삼청동의 입구를 가리키는 의미가 있는 지표이며, 중국의 설암의 필법을 받아들인 한석봉 이후 현판 대자의 전형을 보여주는 뛰어난 글씨로 문화재자료로서 지정하여 보존할 가치가 있다.

## 참고 자료
- 삼청동문 - 국가유산청 국가유산포털